# Calze (litúrgia)

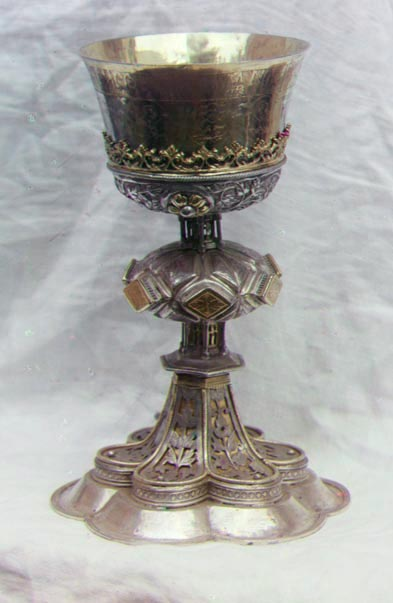
Calze

El calze és una copa sagrada, tradicionalment de metall preciós treballat artísticament, usada per a contenir el vi que ha de ser consagrat pel sacerdot en el transcurs de la celebració eucarística.
Durant els primers segles el material amb què estaven fabricats va ser molt variat segons els recursos de les esglésies o dels donants: plata, or, àgata, vidre, banya o fusta entre d'altres.
A mitjans del segle ix el Papa Lleó IV va prohibir els de fusta, plom i vidre, poc usuals des del segle vii, i a principis del xiii es van suprimir tots els que no tinguessin la copa d'or, plata o estany, quedant també exclòs aquest últim metall en època moderna.
La forma dels calzes acostuma a oferir una constància en cada època i serveix per conèixer la seva antiguitat.

## El calze de Jesús

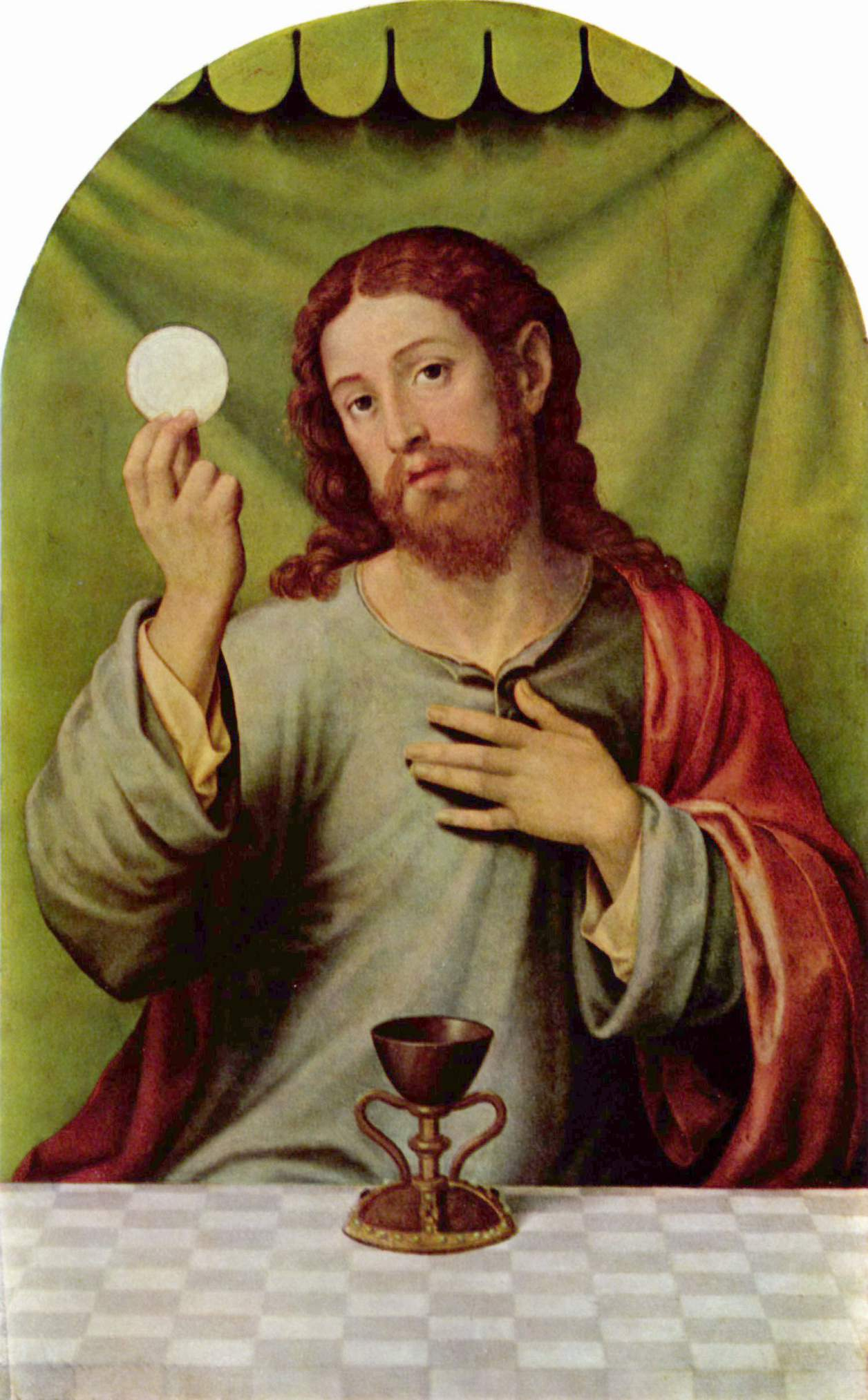
Crist de l'Eucaristia de Joan de Joanes. Aquesta pintura del mostra el Calze de la catedral de València

A la tradició cristiana l'origen del Sant Calze es troba en el recipient que Jesús de Natzaret va fer servir al Sant Sopar per a servir el vi i que s'esmenta als evangelis de Mateu, Marc i Lluc. La celebració de l'Eucaristia a les esglésies i comunitats cristianes conserva elements originals del Sant Sopar com el pa i la copa o calze, que el celebrant té a les mans mentre diu les paraules que va dir Jesús segons els evangelis. Hi ha tradicions a l'Església Catòlica que sostenen que el Sant Calze existeix actualment i que es pot identificar amb algun dels recipients conservats que porten el seu nom. Aquests recipients formen part de les relíquies relacionades amb Jesús.

## La llegenda del sant Greal
El Sant Greal o simplement Greal, és una llegenda, de discutits orígens (potser és celta), que es converteix en tema de moltes obres narratives medievals (especialment les novel·les artúriques). En la seva tradició cristiana, la més important i abundosa, el Greal s'identifica amb el calze que va recollir la sang de la crucifixió de Jesucrist (recollida per Josep d'Arimatea), que segons algunes llegendes també era el calze emprat per Jesucrist a l'Últim Sopar.
Una reproducció d'aquest objecte sagrat és el que porta Tirant lo Blanc sobre l'elmet. Segons diu la tradició, el rei Martí I l'Humà, n'era el dipositari, i després de la seva mort va anar a parar a un lloc de la Corona d'Aragó, concretament a la Seu de València.